# Équipe de république démocratique du Congo féminine de football des moins de 17 ans
Cet article traite de l'équipe féminine. Pour l'équipe masculine, voir Équipe de république démocratique du Congo des moins de 17 ans de football.
Maillots
L'équipe féminine de football U-17 de la république démocratique du Congo est l'équipe représentative du pays dans les compétitions officielles. Son organisation est prise en charge par la Fédération de Football de la république démocratique du Congo, membre de la CAF et la FIFA.

## Stats

### Coupe du monde féminine U-17
| Année                  | Niveau        | Place         | MJ            | V             | N             | D             | BM            | BE            |
| ---------------------- | ------------- | ------------- | ------------- | ------------- | ------------- | ------------- | ------------- | ------------- |
| Nouvelle Zélande 2008  | Pas qualifiée | Pas qualifiée | Pas qualifiée | Pas qualifiée | Pas qualifiée | Pas qualifiée | Pas qualifiée | Pas qualifiée |
| Trinité et Tobago 2010 | Pas qualifiée | Pas qualifiée | Pas qualifiée | Pas qualifiée | Pas qualifiée | Pas qualifiée | Pas qualifiée | Pas qualifiée |
| Azerbaijan 2012        | Pas qualifiée | Pas qualifiée | Pas qualifiée | Pas qualifiée | Pas qualifiée | Pas qualifiée | Pas qualifiée | Pas qualifiée |
| Costa Rica 2014        | Pas qualifiée | Pas qualifiée | Pas qualifiée | Pas qualifiée | Pas qualifiée | Pas qualifiée | Pas qualifiée | Pas qualifiée |
| Jordanie 2016          | Pas qualifiée | Pas qualifiée | Pas qualifiée | Pas qualifiée | Pas qualifiée | Pas qualifiée | Pas qualifiée | Pas qualifiée |
| Uruguay 2018           | Pas qualifiée | Pas qualifiée | Pas qualifiée | Pas qualifiée | Pas qualifiée | Pas qualifiée | Pas qualifiée | Pas qualifiée |
| Inde 2020              | Non définie   | Non définie   | Non définie   | Non définie   | Non définie   | Non définie   | Non définie   | Non définie   |

### CAN féminine U-17
| Année | Niveau         | Place          | MJ             | V              | N              | D              | BM             | BE             |
| ----- | -------------- | -------------- | -------------- | -------------- | -------------- | -------------- | -------------- | -------------- |
| 2008  | S'est retiré   | S'est retiré   | S'est retiré   | S'est retiré   | S'est retiré   | S'est retiré   | S'est retiré   | S'est retiré   |
| 2010  | S'est retiré   | S'est retiré   | S'est retiré   | S'est retiré   | S'est retiré   | S'est retiré   | S'est retiré   | S'est retiré   |
| 2012  | Pas participée | Pas participée | Pas participée | Pas participée | Pas participée | Pas participée | Pas participée | Pas participée |
| 2013  | Pas participée | Pas participée | Pas participée | Pas participée | Pas participée | Pas participée | Pas participée | Pas participée |
| 2016  | S'est retiré   | S'est retiré   | S'est retiré   | S'est retiré   | S'est retiré   | S'est retiré   | S'est retiré   | S'est retiré   |
| 2018  | Pas participée | Pas participée | Pas participée | Pas participée | Pas participée | Pas participée | Pas participée | Pas participée |

- À partir de l'édition 2010s'organise des éliminatoires par zones en classant selon la Coupe du Monde Féminin U-17 les gagnants des mêmes

## Selectionneurs
- 2007-2008 :  Anita Makindu[5]
- 2022 : Lay Mafobe [6],[7]
- 2024- :  Baylon Kabongolo

## Sélection actuel
| #           | Nom              | Club          |
| Gardiens    | Gardiens         | Gardiens      |
| ----------- | ---------------- | ------------- |
|             | Masangu Bileka   | FA Mscichana  |
|             | M. Kabongo       | FCF Malaïka   |
|             | A. Murhagane     | AS Uwezo      |
| Défenseurs  |                  |               |
|             | W. Bishweka      | AS Uwezo      |
|             | T. Mujinga       | FCF Malaïka   |
|             | B. Mahamba       | DC Bweremana  |
|             | L. Mbaraza       | DC Bweremana  |
| Milieux     |                  |               |
|             | J. Mutoke        | FCF Malaïka   |
|             | R. Kamuz         | FCF Amani     |
|             | M. Kabunga       | AS Uwezo      |
|             | K. Mundeke       | CSF Bikira    |
|             | A. Butaka        | AS Uwezo      |
|             | I. Mbikira       | FA Mscichana  |
|             | M. Mungeya       | FCF Vita Club |
| Attaquantes |                  |               |
|             | A. Mbangala      | CSF Bikira    |
|             | E. Mboyo         | FCF Amani     |
|             | Ilunga Wa Umba   | FCF Malaïka   |
|             | Moma Ntambwe     | AS Uwezo      |
|             | N. Kacharanga    | DC Bweremana  |
|             | M. Mukengela     | CSF Bikira    |
|             | H. Kamondo       | AS Uwezo      |
|             | Anna Bushie      | DC Bweremana  |
| Entraîneur  |                  |               |
|             | Baylon Kabongolo |               |
| Adjoint     |                  |               |
|             | Salama Miruho    |               |